# Халід Салман
Халід Салман Аль-Муханнаді (араб. خالد محمد سلمان المحري المهندي, нар. 5 квітня 1962) — колишній катарський футболіст, півзахисник.
Він був частиною золотого покоління катарських футболістів вісімдесятих та дев'яностих років разом з Мансуром Муфта, Ібрагімом Халфаном, Махмудом Суфі, Аделем Хамісом та багатьма іншими.

## Кар'єра

### Кар'єра клубу
Протягом усієї кар'єри грав за «Ас-Садд». Його гол у фіналі Азійського клубного чемпіонату 1988/89 приніс його команді перший азійський титул.

### Міжнародна кар'єра
Серед найбільш пам'ятних його матчів — гра проти Бразилії на молодіжному чемпіонаті світу 1981 року в Австралії, в якій він зробив хет-трик.
На Літніх Олімпійських іграх 1984 року Салман був єдиним гравцем олімпійської збірної Катару, який забивав голи, відзначившись дублем проти Франції (2:2). 
Він також грав за національну збірну Катару на фіналі Кубку Азії 1988 року, забивши один гол на груповому етапі. Також виступав у складі збірної на кубках націй Перської затоки та Кубку Азії 1984 року.
Він пішов з футболу у вересні 1998 року, зігравши свій прощальний матч проти Судану під керівництвом тренера збірної Луїса Гонзаги. Матч закінчився внічию 1:1.

## Досягнення
- Чемпіонат Катару
  -  Чемпіон (4):  1980–81, 1986–87, 1987–88, 1989–89

- Кубок Еміра Катару
  -  Володар кубку (6): 1982, 1985, 1986, 1988, 1991, 1994

- Ліга чемпіонів Азії
  -  Переможець (1): 1989